# 蒙化直隶厅
蒙化厅，清朝时设置的厅。

蒙化厅在云南省的位置（1820年）

乾隆三十五年（1770年）降蒙化府置，治所在今云南省巍山彝族回族自治县。直属云南省。1913年降为蒙化县。

## 职官
- 蒙化直隶厅掌印同知
- 蒙化直隶厅同知
  - 吴学咏
  - 佛柱
  - 庆格
  - 黄大鹤
  - 张大本
  - 刘斯灏（以上乾隆朝在任）
  - 周霭联
  - 庆瑞（以上嘉庆朝在任）
  - 许应元（以上道光朝在任）
  - 沈保恒
  - 邓国煊
  - 崔绍中
  - 刘增发
  - 华国清
  - 王铣（以上咸丰朝在任）
  - 曾善权
  - 金碧
  - 崇谦
  - 许其翔
  - 萧培基（以上同治朝在任）
  - 夏廷燮
  - 张恩洪
  - 方士铭
  - 卞庶凝（以上光绪朝在任）